# Прокопіос Василіадіс
Прокопіос Василіадіс (грец. Προκόπιος Βασιλειάδης; 1912, Київ,— 1977) — грецький архітектор і містобудівник.

## Біографічні відомості
Навчався в Національному політехнікумі в Афінах, а також у Ліверпулі і Лондоні.
Побудував готель на острові Міконос (1954). 1957 року разом із А. Спапосом та іншими спланував і здійснив нову забудову острова Тіра (Санторін). Йому також належить реконструкція площі Омонія в Афінах (1957–1958), парк у районі Кіфісія (1959). 1959 року розпочав разом з Е. Вурекасом та С. Стойкосом будівництво готелю Hilton в Афінах.
При відновленні поселень острову Тіра, зруйнованих землетрусом 1956 року, Василіадіс вдало поєднав сучасне технічне рішення з традиційним архітектурним елементом — коробовим склепінням, яким перекривалися двоквартирні будинки, зведені Василіадісом зі співавторами.